# Fattyú kúp (parazita kúp)
A fattyú-kúp (más néven fattyú-kráter, élősdi kúp, oldal kúp, vagy kísérő kúp) vulkáni anyagból képződött kúp alakú halom, mely nem része a tűzhányó központi járatának, kürtőjének, de általában egy mellékcsatorna végén található. Kisebb vulkáni tevékenység folyamán a tűzhányó oldalán képződnek; a repedésekből, törésekből kilépő vulkáni anyag építi azokat. A repedések és törések azért keletkeznek a vulkanikus hegyen, mert a működő vulkán magmája tágul, összehúzódik, lassan felfelé tör; emiatt a hegy oldala is mozog, repedezik, a mozgások kisebb rengéseket is okozhatnak. Ha a repedések elérik a főkürtőt, vagy a magmakamrát, akkor oldalkitörések jönnek létre, az itt kiáramló vulkáni anyag építi a fattyú kúpot.
Fattyú kúp a vulkáni terület más részein is kialakulhat: egy vulkáni árok, vető, törés, vagy mező bármelyik részén a felszínre juthat anyag a központi magmakamra területen, a központi járattól messze is.

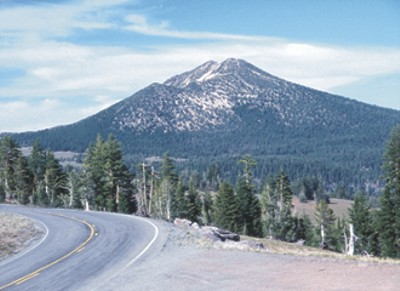
A Scott hegy vulkáni kúpja

Egy jellemző példa a fattyú kúpra a Scott hegy, amelyik "fattyúja", oldalkúpja a Mazama hegy vulkánjának, amely a Crater Lake National Park-ban található Oregonban. USA.[forrás?]

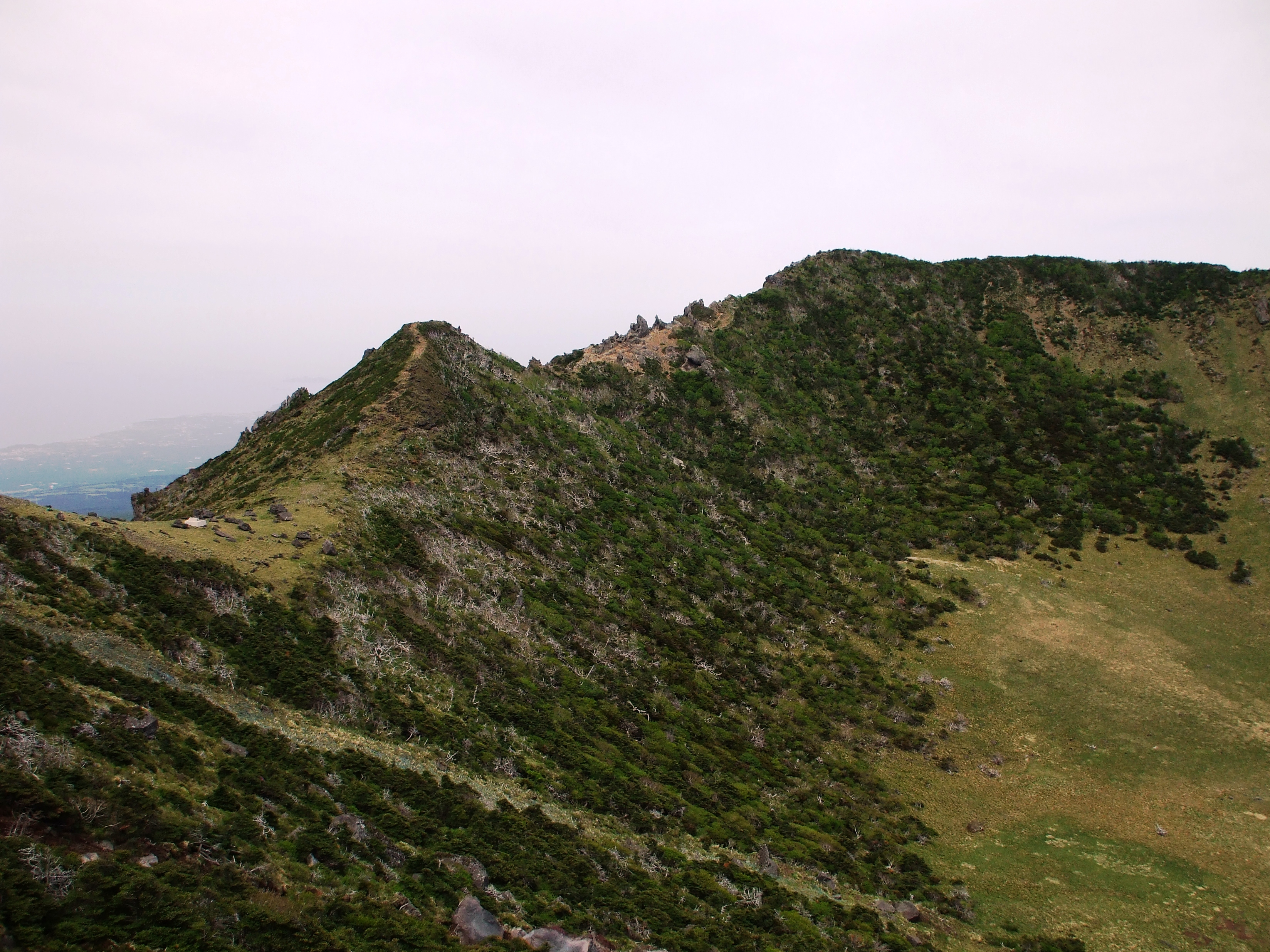
A Hallasan hegy fattyú kúpjai

Egy meglepő és különös példát találhatunk a többszörös fattyú kúpokra Dél-Koreában a Csedzsu-szigeten. 368 "érme" kinézetű kúpot találunk (오름; "hegy") a szigeten, amelyek a jelenleg alvó Hallasan pajzsvulkán oldalán nagyjából egyvonalban helyezkednek el.

Egy sztratovulkán keresztmetszete
(a rajz arányai túlzottak:)

1. Központi magmakamra
2. Alapkőzet (fekü)
3. Vulkáni csatorna, járat
4. Földfelszín
5. Betüremlés (szill, intruzió)
6. Oldalcsatorna
7. Vulkáni hamu üledékrétegei
8. Hegyoldal
9. Vulkáni láva üledékrétegei
10. Torok, torkolat
11. Fattyú kúp (oldalkúp)
12. Láva ömlés (folyam)
13. Kürtő (fő és mellék)
14. Kráter
15. Hamufelhő

## További oldalak
- Oldalkráterek
- Volcanic crater Tűzhányó kráterek (angol oldal)

## Külső kapcsok
- A Wikimédia Commons tartalmaz Fattyú kúp témájú kategóriát.

- Hogyan működnek a  tűzhányók: A tűzhányók főbb fajtái 
 Archiválva 2018. február 28-i dátummal a Wayback Machine-ben

## Fordítás
Ez a szócikk részben vagy egészben  a   Parasitic cone című angol Wikipédia-szócikk ezen változatának fordításán alapul.  Az eredeti cikk szerkesztőit annak laptörténete sorolja fel. Ez a jelzés csupán a megfogalmazás eredetét és a szerzői jogokat jelzi, nem szolgál a cikkben szereplő információk forrásmegjelöléseként.